# + +
+ + è l'EP di debutto del gruppo femminile sudcoreano Loona, pubblicato il 20 agosto 2018.

## Tracce
1. + + – 0:58 (musica: Hwang Hyun, NOPARI, GDLO (MonoTree), Artronic Waves, Billie Jean (BADD), SlyBerry (BADD))
2. Hi High – 3:16 (testo: Jaden Jeong, GDLO, Hwang Hyun (MonoTree) – musica: Hwang Hyun, GDLO (MonoTree), Mayu Wakusaka)
3. Favorite – 3:14 (testo: Kim Su-jung, Jaden Jeong – musica: Billie Jean (BADD), Sophia Pae, SlyBerry, Kim Jin-hyeong (BADD))
4. 열기 (9) – 3:30 (testo: Seo Jung-Ah – musica: Brooke Toia, Daniel Caesar, Ludwig Lindell, Adelen Steen)
5. Perfect Love – 3:42 (testo: Le'mon – musica: Yun Jong Sung (MonoTree), Le'mon)
6. Stylish – 3:29 (testo: Iggy (OREO), Lambo (OREO) – musica: Mike Macdermid, Emma O'Gorman, Marc Lian, David Brant, Iggy (OREO))

## Classifiche
| Classifica (2018) | Posizione massima |
| ----------------- | ----------------- |
| Corea del Sud     | 2                 |